# Dorval—Lachine—LaSalle
Pour les articles homonymes, voir Dorval et LaSalle.
Circonscription électorale fédérale du Canada
Dorval—Lachine—LaSalle est une circonscription électorale fédérale canadienne située sur l'île de Montréal et L'Île-Dorval, au Québec. Elle est créée en 2013 à l'occasion du redécoupage de la carte électorale. La circonscription est représentée à la Chambre des communes par Anju Dhillon du Parti libéral du Canada depuis les élections fédérales de 2015, premier scrutin lors de laquelle elle est disputée.

## Géographie
Le territoire de la circonscription est constitué :
- des villes de Dorval et de L'Île-Dorval ;
- d'une partie de la ville de Montréal constituée de certaines parties de Notre-Dame-de-Grâce—Lachine (arrondissement de Lachine) et de LaSalle—Émard (partie de l'arrondissement de LaSalle située au nord-ouest d'une ligne décrite comme suit : commençant à l'intersection de la limite sud de l'arrondissement du Sud-Ouest et de l'ancienne voie ferrée du Canadien Pacifique, à l'ouest de la rue Jean-Chevalier ; de là vers le sud-ouest suivant ladite ancienne voie ferrée jusqu'à l'avenue Dollard ; de là vers le sud-est suivant ladite avenue jusqu'au canal de l'Aqueduc ; de là généralement vers le sud-ouest suivant ledit canal et son prolongement jusqu'à la limite sud de la ville de Montréal).

Les circonscriptions limitrophes sont LaSalle—Émard—Verdun, Notre-Dame-de-Grâce—Westmount, Saint-Laurent, Pierrefonds—Dollard, Lac-Saint-Louis, La Prairie et Châteauguay—Lacolle.

## Histoire
La circonscription reprend lors de sa création en 2013 la plus grande partie du territoire de l'ancienne circonscription de Notre-Dame-de-Grâce—Lachine, sans la ville de Montréal-Ouest ni le quartier Notre-Dame-de-Grâce de la ville de Montréal, qui se retrouvent dans Notre-Dame-de-Grâce—Westmount. À cela s'ajoute une bonne partie de l'arrondissement de LaSalle de la ville de Montréal, qui est dans l'ancienne circonscription de LaSalle—Émard.
La députée sortante de Notre-Dame-de-Grâce—Lachine, Isabelle Morin (Nouveau Parti démocratique), se présente sans succès aux élections fédérales de 2015 dans la nouvelle circonscription.

## Députés
| Législature                                                                  | Années        | Député       | Parti | Parti   |
| ---------------------------------------------------------------------------- | ------------- | ------------ | ----- | ------- |
| Dorval—Lachine—LaSalle issue de LaSalle—Émard et Notre-Dame-de-Grâce—Lachine |               |              |       |         |
| 42e                                                                          | 2015–2019     | Anju Dhillon |       | Libéral |
| 43e                                                                          | 2019–2021     | Anju Dhillon |       | Libéral |
| 44e                                                                          | 2021–2025     | Anju Dhillon |       | Libéral |
| 45e                                                                          | 2025–en cours | Anju Dhillon |       | Libéral |